# Steirastoma poeyi
Steirastoma poeyi är en skalbaggsart som beskrevs av Louis Alexandre Auguste Chevrolat 1862. Steirastoma poeyi ingår i släktet Steirastoma och familjen långhorningar.
Artens utbredningsområde är Kuba. Inga underarter finns listade i Catalogue of Life.